# 미르 (결제 시스템)
미르(러시아어: МИР)는 러시아의 금융 결제 시스템이다. 신용카드와 체크카드 발급 및 모바일 페이를 운영한다. 보통 카드의 결제 통화는 러시아 루블로 이루어진다. 미르 결제 시스템의 운영은 해외 결제 시스템의 운영에 의존하지 않고 있는데, 이는 2014년부터 러시아의 우크라이나(돈바스) 분쟁 개입과 관련된 서방권 국가들의 제재를 우회하기 위하여 고안되었기 때문이다.
대한민국에서는 비씨카드가 2021년부터 미르 카드의 전표매입 업무를 맡기 시작했으나, 2022년에 벌어진 러시아-우크라이나 전쟁의 여파로 미르의 대한민국 사용이 차단됐다.

## 개요
2015년 12월 미르 시스템에서 작동하는 최초의 카드가 출시되었다. 러시아의 대표적인 은행인 스베르방크는 2016년 10월에 발급을 시작하였다.